# Gian-Luca Amato
Gian-Luca Amato (* 20. April 1998) ist ein schweizerisch-italienischer Unihockeyspieler, der beim Nationalliga-A-Verein Chur Unihockey unter Vertrag steht.

## Karriere

### Verein
Amato debütierte 2017 für Chur Unihockey in der Nationalliga A.
Am 12. Februar 2021 verkündete Chur Unihockey die Vertragsverlängerung mit dem italienischen Nationalspieler.

### Nationalmannschaft
2020 wurde Amato für die Spiele WM-Qualifikation für Italien aufgeboten. Amato erzielte bei seinem Debüt für die italienische Nationalmannschaft bei der 18:1-Niederlage gegen Norwegen das einzige Tor.